# Smithfield Drover

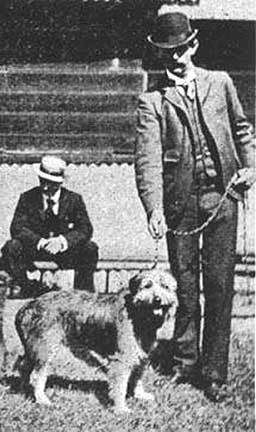
Smithfield drover dog

Il cane Smithfield drover dog era un tipo di cane da pastore usato dai mandriani del Galles e della Scozia che portavano il loro bestiame al mercato di Smithfield di Londra.
In origine, vari tipi di collie erano usati dai mandriani (drovers), essi erano chiamati comunemente Smithfields dogs; successivamente con questo nome si definiva un cane di tipo "barbuto".
I cani Smithfield Drover furono portati in Australia dagli inglesi nel 1800 e 1900, dove continuarono ad essere utilizzati per guidare bovini e pecore dalle aree rurali fino al mercato azionario di Sydney. In Tasmania, una piccola isola al largo della costa di Victoria, nell'Australia meridionale, sono ancora presenti ed utilizzati per i lavori agricoli e per il loro scopo originale.